# Tomažja vas
Tomažja vas je naselje u slovenskoj Općini Škocjanu. Tomažja vas se nalazi u pokrajini Dolenjskoj i statističkoj regiji Jugoistočnoj Sloveniji. 

## Stanovništvo
Prema popisu stanovništva iz 2002. godine naselje je imalo 107 stanovnika.